# Dąbrówka Wielka (Dywity)
Dąbrówka Wielka (deutsch Groß Damerau) ist ein Ort in der polnischen Woiwodschaft Ermland-Masuren. Er gehört zur Gmina Dywity (Landgemeinde Diwitten) im Powiat Olsztyński (Kreis Allenstein).

## Geographische Lage
Dąbrówka Wielka liegt im Westen der Woiwodschaft Ermland-Masuren, zwölf Kilometer nördlich der Kreis- und Woiwodschaftshauptstadt Olsztyn (deutsch Allenstein).

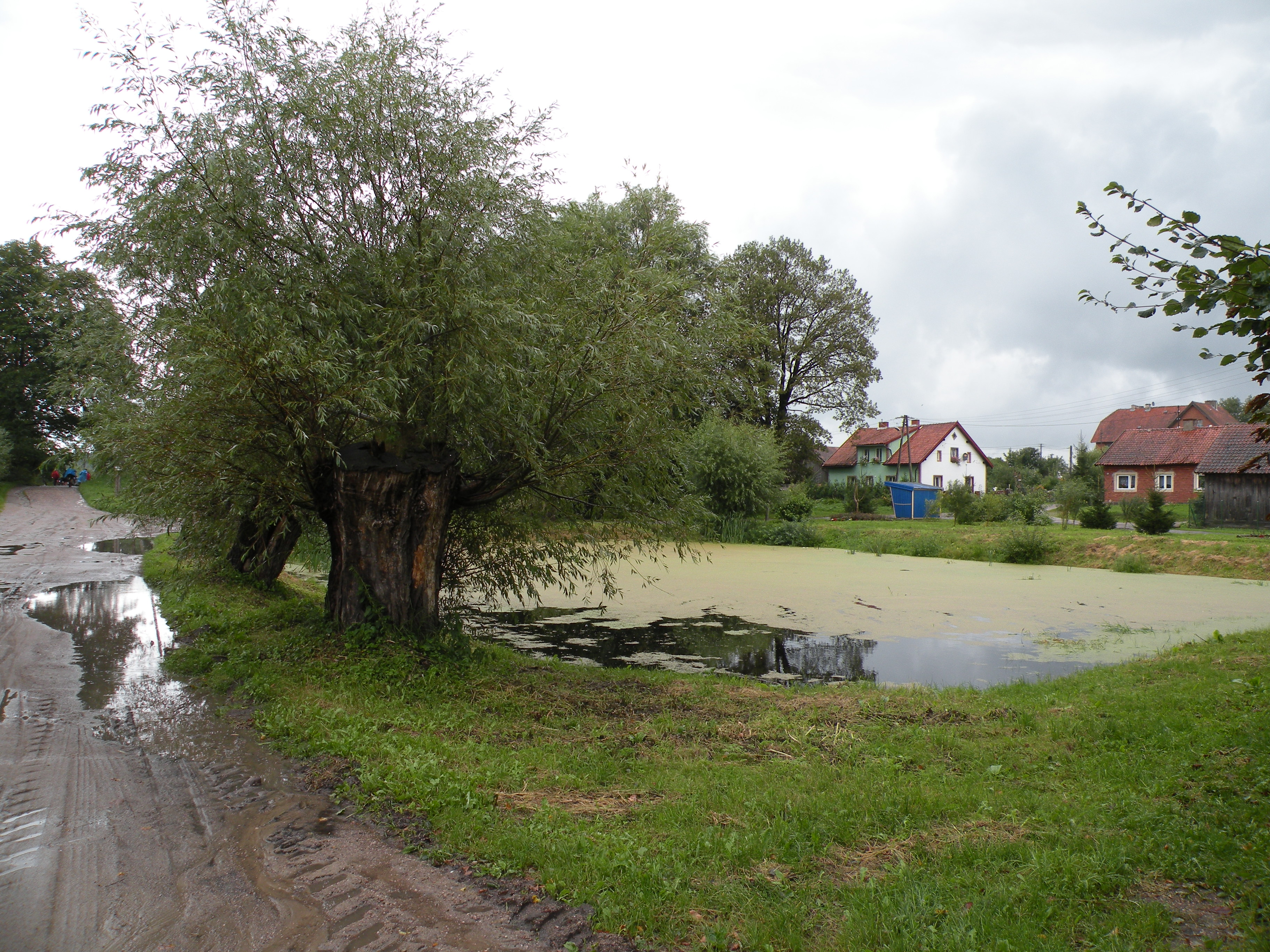
Dorfteich in Dąbrówka Wielka

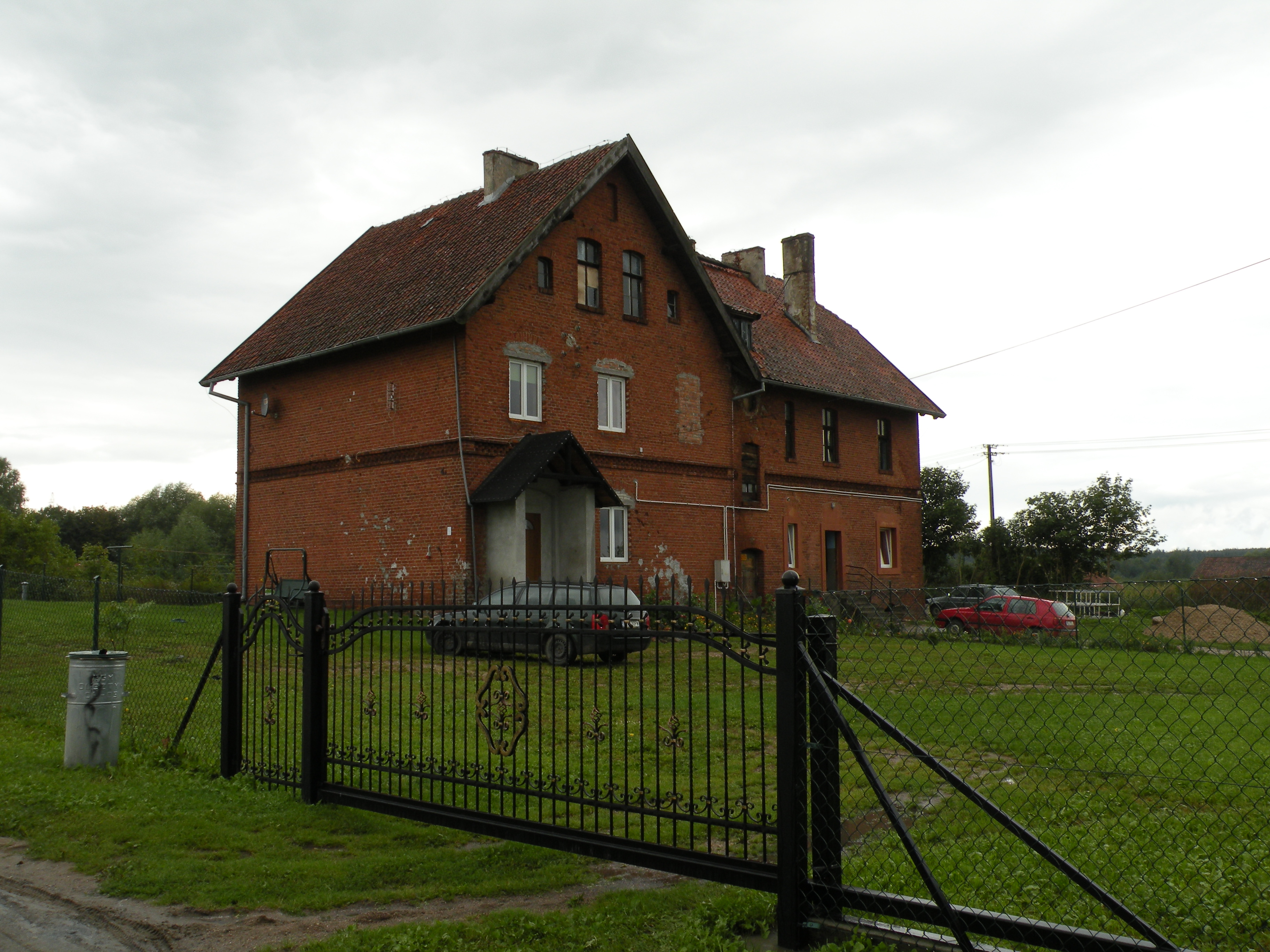
Wohngebäude (aus der Zeit vor 1945)

|  |

## Geschichte
Das damalige Dorf Damerau, nach 1785 Dombrowka genannt, wurde um 1356 gegründet. Im Jahre 1817 wurde der nun Groß Damerau genannte Ort als königliches Dorf im Amt Wartenburg mit 28 Feuerstellen bei 150 Einwohnern erwähnt.
Als 1874 der Amtsbezirk Süssenthal (polnisch Sętal) im ostpreußischen Kreis Allenstein errichtet wurde, gehörte Groß Damerau von Anfang an und bis zu seinem Ende 1945 dazu.
Im Jahre 1910 waren in Groß Damerau 495 Einwohner registriert. Ihre Zahl belief sich 1933 auf 424 und 1939 auf 385.
In Kriegsfolge musste 1945 das gesamte südliche Ostpreußen an Polen abgetreten werden. Groß Damerau erhielt die polnische Namensform „Dąbrówka Wielka“ und ist heute in die Landgemeinde Dywity (Diwitten) im Powiat Olsztyński (Kreis Allenstein) eingegliedert, von 1975 bis 1998 der Woiwodschaft Olsztyn, seither der Woiwodschaft Ermland-Masuren zugehörig.

## Kirche

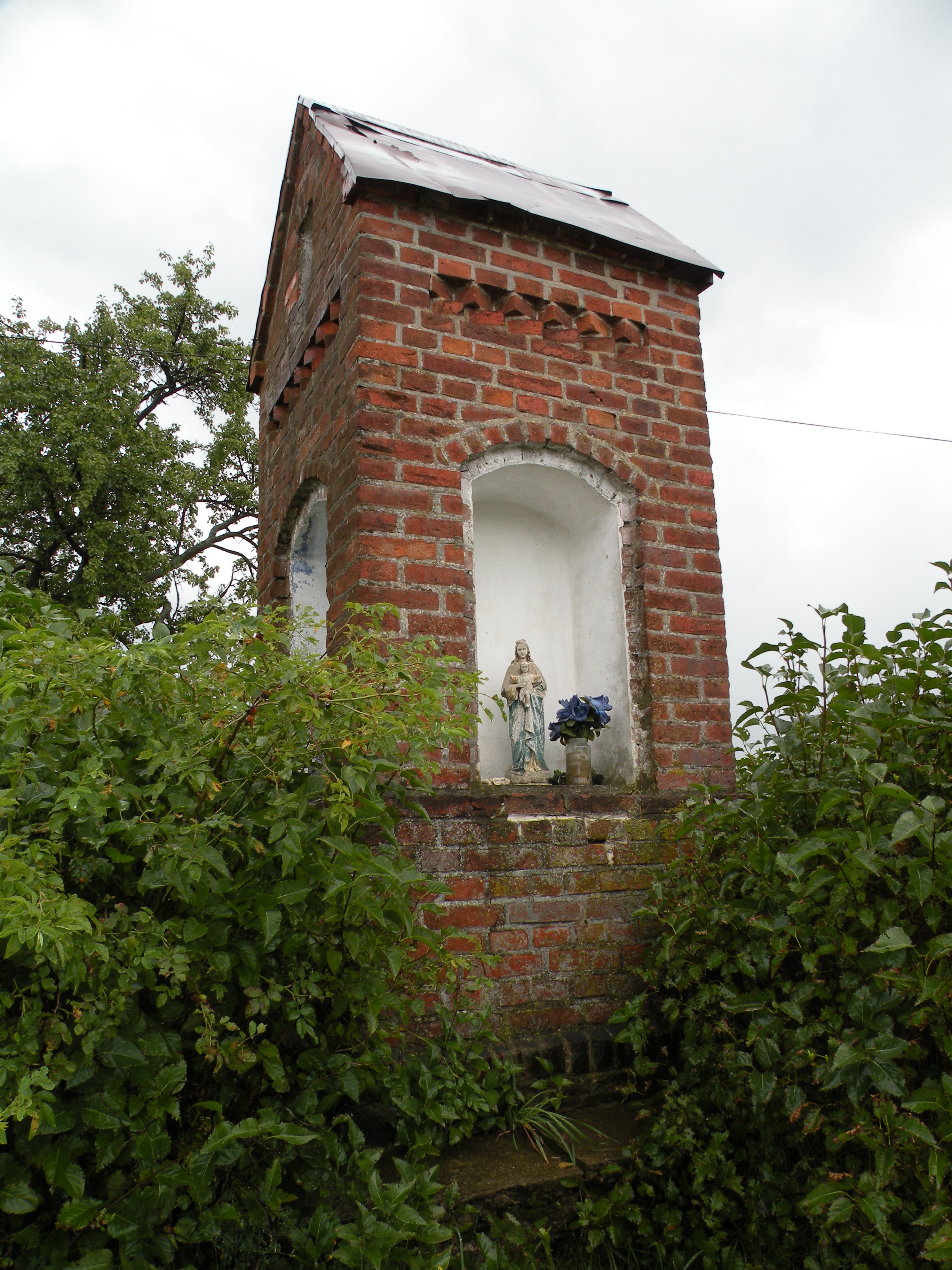
Bildstock in Dąbrówka Wielka

### Römisch-katholisch
Groß Damerau war vor 1945 in die römisch-katholische Pfarrei Süssenthal (polnisch Sętal) im Bistum Ermland eingegliedert. Der Bezug besteht auch noch heute, wo Dąbrówka Wielka zur St.-Nikolaus-Kirche in Sętal gehört, die jetzt aber dem Erzbistum Ermland zugeordnet ist.

### Evangelisch
Bis 1945 war Groß Damerau in die evangelische Kirche Guttstadt in der Kirchenprovinz Ostpreußen der Kirche der Altpreußischen Union eingepfarrt. Seit 1945 gehört das Dorf zur Christus-Erlöser-Kirche in Olsztyn (Allenstein) in der Diözese Masuren der Evangelisch-Augsburgischen Kirche in Polen.

## Verkehr
Dąbrówka Wielka liegt ein wenig abseits vom Verkehrsgeschehen. Von Sętal (Süssenthal) aus führt eine Verbindungsstraße direkt in den Ort. Eine Anbindung an den Bahnverkehr besteht nicht.

## Persönlichkeit
- Jacek Karpiński (1927–2010), polnischer Pionier der Informatik und Computer-Konstrukteur, lebte von 1978 bis 1981 in Dąbrówka Wielka und unterhielt hier einen Geflügel- und Schweinezuchtbetrieb.[8]